# LATAM-Perú-Flug 2213
Der LATAM-Perú-Flug 2213 (Flugnummer IATA: LP2213, ICAO: LPE2213, Funkrufzeichen: LAN PERÚ 2213) ist ein planmäßiger Inlandsflug der LATAM Perú von Lima nach Juliaca. Am 18. November 2022 wurde dieser Flug mit einem Airbus A320-271 (CC-BHB) durchgeführt. Während des Startlaufs kollidierte die Maschine auf der Startbahn mit einem Löschfahrzeug der Flughafenfeuerwehr. Bei dem Unfall starben zunächst zwei Insassen des Feuerwehrfahrzeugs, ein dritter starb sieben Monate nach dem Unfall an seinen Verletzungen. An Bord des Airbus gab es 40 Verletzte. Die Maschine musste infolge des Unfalls abgeschrieben werden, es handelte sich um den ersten Totalverlust eines Airbus A320neo.

## Maschine
Bei dem verunglückten Flugzeug handelte es sich um einen Airbus A320-271N, der zum Zeitpunkt des Unfalls sechs Jahre und drei Monate alt war. Es handelte sich um den 7864. Airbus A320 aus laufender Produktion. Die Maschine wurde im Werk von Airbus in Toulouse, Frankreich endmontiert und absolvierte ihren Erstflug mit dem Testkennzeichen F-WWBN am 16. November 2017, ehe sie am 30. November 2017 neu an die LATAM Airlines  ausgeliefert wurde. Die Maschine wurde mit dem chilenischen Luftfahrzeugkennzeichen CC-BHB zugelassen, mit dem sie bis zuletzt in Betrieb blieb. Das zweistrahlige Schmalrumpfflugzeug war mit zwei Triebwerken des Typs Pratt & Whitney PW1127G ausgerüstet.

## Besatzung und Passagiere
Den Inlandsflug von Lima nach Juliaca hatten 102 Passagiere angetreten. Es befand sich eine sechsköpfige Besatzung an Bord, bestehend aus einem Flugkapitän, einem Ersten Offizier und vier Flugbegleitern.

## Unfallhergang
Während die Maschine den Startlauf von Startbahn 16 des Flughafens Lima durchführte, fuhr ein mit drei Feuerwehrleuten besetztes Löschfahrzeug der Flughafenfeuerwehr über eine Servicestraße mit der Bezeichnung VSR4 auf die in Betrieb befindliche Startbahn auf. Das Feuerwehrfahrzeug hatte an einer Übung teilgenommen, die um 15:10 Uhr begonnen hatte. Der Aufsichtsführende dieser Übung hatte die Fluglotsen im Tower nur „begrenzt und ungenau“ informiert. Außerdem fand wenige Minuten vor Übungsbeginn ein Schichtwechsel im Tower statt, bei dem die neue Besatzung keine Information über den Beginn der Übung erhielt. Um 15:11 Uhr stießen der Airbus mit einer Geschwindigkeit von 131 Knoten (242 km/h) und das 23 Tonnen schwere Feuerwehrfahrzeug mit 72 km/h zusammen, wobei das Fahrzeug von hinten mit dem rechten Triebwerk des Airbus getroffen wurde. Das Fahrwerk des Airbus knickte ein, die Maschine fing durch Funkenschlag von außen Feuer und schlitterte weiter über die Startbahn. Zwei der drei Feuerwehrleute wurden getötet, die dritte Person wurde verletzt, verstarb allerdings sieben Monate später an den schweren Verletzungen. An Bord des Airbus gab es durch den Unfall und die anschließende Evakuierung der Maschine 40 Verletzte.